# Sokołow (obwód wołgogradzki)
Sokołow (ros. Соколов) – chutor w Rosji, w obwodzie wołgogradzkim, w rejonie czernyszkowskim. W 2010 liczył 77 mieszkańców.